# Bolbelasmus unicornis
Bolbelasmus unicornis is een keversoort uit de familie cognackevers (Bolboceratidae). De wetenschappelijke naam van de soort werd in 1789 gepubliceerd door Franz Paula von Schrank.